# Mary Anderson (Erfinderin)

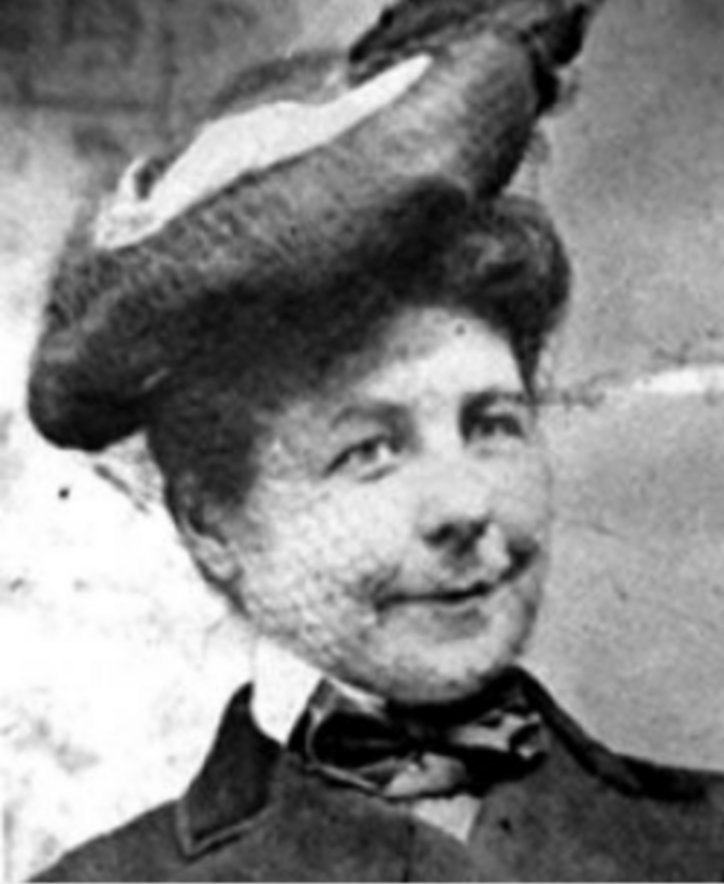
Mary Anderson

Mary Elizabeth Anderson (* 19. Februar 1866 in Greene County, Alabama; † 27. Juni 1953 in Monteagle, Tennessee) war eine amerikanische Bauunternehmerin, Rancherin, Winzerin und Erfinderin der Scheibenwischanlage. Am 10. November 1903 erhielt sie das US-Patent Nr. 743801 auf die erste funktionierende Scheibenwischanlage der Welt. Andersons Vorrichtung bestand aus einem in Lenkradnähe angebrachten Hebel, mit dem der Fahrer bei Bedarf auf der Windschutzscheibe einen gefederten Schwingarm mit einem Gummiblatt in Bewegung setzen konnte, der anschließend wieder in die Ausgangsposition zurückkehrte.

## Kindheit und Jugend
Anderson wurde 1866 auf der Burton Hill Plantage in Greene County (Alabama) in den Vereinigten Staaten, Anfang der Reconstruction als zweite Tochter von James Alexander Anderson und dessen Frau Rebecca Payne McLemore geboren. Sie zog 1889 mit ihrer Mutter und ihrer Schwester Frances in die florierende Stadt Birmingham (Alabama). Kurz danach baute sie die Fairmont Apartments an der Highland Avenue. 1893 ließ sich Mary Anderson vorübergehend in Fresno (Kalifornien) nieder, wo sie bis 1898 eine Rinderfarm und einen Weinberg betrieb.

## Erfindung der Scheibenwischanlage
Bei einem Besuch in New York City im Winter 1902 bemerkte sie, während sie an einem frostigen Tag in der Straßenbahn fuhr, dass der Straßenbahnfahrer mit geöffneter Windschutzscheibe fuhr, da es aufgrund des fallenden Eisregens schwer war, klare Sicht zu behalten. Als sie nach Birmingham zurückkehrte, skizzierte sie ein handbetriebenes Gerät, um eine Windschutzscheibe klar zu halten und ließ ein lokales Unternehmen ein funktionstüchtiges Modell bauen. 1903 wurde ihre Erfindung für die Dauer von 17 Jahren patentiert. Ihr Gerät bestand aus einem Hebel und einem schwingenden Arm mit einer Gummilippe. Der Hebel konnte aus dem Fahrzeuginneren bedient werden, um den federbestückten Arm fächerförmig über die Windschutzscheibe hin und her wischen zu lassen. Ähnliche Geräte wurden bereits früher erfunden, aber Andersons war das erste, das effektiv war.
1905 versuchte sie, die Rechte durch ein bekanntes kanadisches Unternehmen zu verkaufen, aber es lehnte ihren Antrag ab: “We do not consider it to be of such commercial value as would warrant our undertaking its sale.” (frei: „Wir halten es nicht von so hohem kommerziellen Wert, als dass ein Verkauf durch unser Unternehmen sich rechtfertigen würde.“). Sie erhielt zwar gelegentlich Tantiemen, diese beliefen sich jedoch auf keine großen Summen.
Nachdem das Patent 1920 abgelaufen war, wurden Scheibenwischer, die das grundlegende Design von Anderson übernahmen, serienmäßig in Automobile eingebaut.

## Späterer Lebensabschnitt
Anderson, die ihr Leben lang unverheiratet blieb, wohnte bis zu ihrem Tod im Alter von 87 Jahren in Birmingham, wo sie weiterhin die Fairmont Apartments verwaltete. Zur Zeit ihres Todes war sie das älteste Mitglied der South Highland Presbyterian Church. Sie starb in ihrem Sommerhaus in Monteagle (Tennessee) und wurde auf dem Elmwood-Friedhof begraben.